# Chór Juranda
Chór Juranda – polski męski zespół wokalny. Powstał w 1932 roku.

## Historia
Założony został przez Jerzego Koszutskiego, noszącego pseudonim Jurand i Mariana Rottengrubera (ps. Ryszard Marrot). Ostatni występ dał w roku 1960.
Podstawą repertuaru grupy były parodie muzyczne oraz utwory groteskowe, ponadto romanse cygańskie i rosyjskie, a także kuplety.
Chór Juranda występował głównie w Wielkiej Rewii, również w Casanowie, Hollywood, Starej Bandzie, Morskim Oku, Wesołym Wieczorze i innych teatrzykach rewiowych w Warszawie. Koncertował również za granicą, np. w Holandii, Estonii i Łotwie.
Na początku II wojny światowej działał we Lwowie, potem przez 2 lata w wielu miastach Związku Radzieckiego (m.in. w Leningradzie, Mińsku, Moskwie i Odessie). W roku 1941 do końca wojny działalność zespołu została zawieszona.
Skład zespołu często się zmieniał. Wokalistami w Chórze Juranda byli m.in.: Tadeusz Bogdanowicz, Tadeusz Cheveau-Zakrzewski, Roman Chomicki, Adam Gruszczyński, Czesław Januszewski, Ryszard Marrot i Kazimierz Poreda.
Ostatni skład Chóru Juranda (1954–1956): pierwszy tenor Edward Marcola, drugi tenor Jan Sokół, baryton Zygmunt Herman, bas Jerzy Leśniak. Decyzja o rozwiązaniu kwartetu, po długich dyskusjach, nastąpiła w Cieplicach.
Współpracowali z nimi też tacy artyści, jak: Hanka Brzezińska, Helena Grossówna, Tola Mankiewiczówna, Halina Wiórkowska-Jurandowa.
Najważniejsze piosenki
- Chcę przy tobie być
- Co, jak i gdzie
- Czemuś o mnie zapomniała
- 2 + 2 = 4
- Jedno z nas
- Noc księżycowa
- Pierwsza kadrowa
- Płyń, Wisełko
- Upić się warto
- Walc serenada
- Warszawo, piękna Warszawo
- Wieczorny dzwon